# Татараштиј де Сус (Телеорман)
Татараштиј де Сус (рум. Tătărăștii de Sus) насеље је у Румунији у округу Телеорман у општини Татараштиј де Сус. Oпштина се налази на надморској висини од 123 m.

## Становништво
Према подацима из 2011. године у насељу је живело 1362 становника.